# 주팔라우 중화민국 대사관
주팔라우 중화민국 대사관(中華民國駐帛琉大使館)은 중화민국이 팔라우의 최대 도시인 코로르에 설치한 대사관이다. 1999년 12월 29일에 양국간의 외교관계가 수립된 이후, 2000년 2월 17일에 수도 코로르에 대사관이 개설되었다. 2006년 10월 1일에는 팔라우의 수도가 코로르에서 응게룰무드로 천도하였지만 대사관은 계속해서 코로르에 남아있다.

## 주소
3F, Ben Franklin Building, Koror

## 같이 보기
- 중화민국 외교부